# UEFA Nations League 2018–19 (hạng đấu B)
UEFA Nations League 2018-19 Hạng B là phân hạng thứ hai của UEFA Nations League mùa giải 2018-19, mùa giải đầu tiên của giải thi đấu bóng đá quốc tế với sự tham gia của các đội tuyển quốc gia nam của 55 thành viên hiệp hội UEFA. Bốn đội nhất bảng của Hạng B sẽ được lên Hạng A của UEFA Nations League 2020-21. Ban đầu, 4 đội cuối bảng sẽ phải xuống Hạng C của UEFA Nations League 2020-21, nhưng sau đó UEFA đã có sự điều chỉnh và 4 đội này không bị xuống hạng.

## Thể thức

### Hạt giống
Các đội tuyển sẽ được phân bổ cho Hạng B theo hệ số đội tuyển quốc gia châu Âu của họ sau khi kết thúc của vòng bảng vòng loại giải vô địch bóng đá thế giới 2018 vào ngày 11 tháng 10 năm 2017. Các đội tuyển sẽ được chia thành ba nhóm bốn đội, được sắp xếp dựa trên hệ số đội tuyển quốc gia châu Âu của họ.
Lễ bốc thăm bảng sẽ diễn ra tại Trung tâm hội nghị SwissTech ở Lausanne, Thụy Sĩ vào ngày 24 tháng 1 năm 2018. Vì các lý do chính trị, Nga và Ukraina không thể lọt vào cùng một bảng (do sự can thiệp quân sự của Nga ở Ukraina).
| Đội tuyển | Hệ số  | Hạng |
| --------- | ------ | ---- |
| Áo        | 29,418 | 13   |
| Wales     | 29,269 | 14   |
| Nga       | 29,258 | 15   |
| Slovakia  | 28,555 | 16   |

| Đội tuyển            | Hệ số  | Hạng |
| -------------------- | ------ | ---- |
| Thụy Điển            | 28,487 | 17   |
| Ukraina              | 28,286 | 18   |
| Cộng hòa Ireland     | 28,249 | 19   |
| Bosna và Hercegovina | 28,200 | 20   |

| Đội tuyển    | Hệ số  | Hạng |
| ------------ | ------ | ---- |
| Bắc Ireland  | 27,127 | 21   |
| Đan Mạch     | 27,052 | 22   |
| Cộng hòa Séc | 27,028 | 23   |
| Thổ Nhĩ Kỳ   | 26,538 | 24   |

## Các bảng
Danh sách lịch thi đấu được UEFA xác nhận vào ngày 24 tháng 1 năm 2018 sau lễ bốc thăm. Thời gian là CET/CEST, như được liệt kê bởi UEFA (giờ địa phương, nếu khác nhau, nằm trong dấu ngoặc đơn).

### Bảng 1
| VT | Đội          | ST | T | H | B | BT | BB | HS | Đ | Thăng hạng             |     | Ukraina | Cộng hòa Séc | Slovakia |
| -- | ------------ | -- | - | - | - | -- | -- | -- | - | ---------------------- | --- | ------- | ------------ | -------- |
| 1  | Ukraina      | 4  | 3 | 0 | 1 | 5  | 5  | 0  | 9 | Giành quyền lên Hạng A |     | —       | 1–0          | 1–0      |
| 2  | Cộng hòa Séc | 4  | 2 | 0 | 2 | 4  | 4  | 0  | 6 |                        |     | 1–2     | —            | 1–0      |
| 3  | Slovakia     | 4  | 1 | 0 | 3 | 5  | 5  | 0  | 3 |                        | 4–1 | 1–2     | —            |          |

1. ↑  Do sự thay đổi thể thức cho UEFA Nations League 2020–21, không có đội nào bị xuống hạng.

| Cộng hòa Séc | 1–2      | Ukraina                               |
| ------------ | -------- | ------------------------------------- |
| - Schick 4'  | Chi tiết | - Konoplyanka 45+1' - Zinchenko 90+3' |

| Ukraina                  | 1–0      | Slovakia |
| ------------------------ | -------- | -------- |
| - Yarmolenko 80' (ph.đ.) | Chi tiết |          |

| Slovakia     | 1–2      | Cộng hòa Séc                |
| ------------ | -------- | --------------------------- |
| - Hamšík 62' | Chi tiết | - Krmenčík 52' - Schick 76' |

| Ukraina           | 1–0      | Cộng hòa Séc |
| ----------------- | -------- | ------------ |
| - Malinovskyi 43' | Chi tiết |              |

| Slovakia                                       | 4–1      | Ukraina           |
| ---------------------------------------------- | -------- | ----------------- |
| - Rusnák 6' - Kucka 26' - Zreľák 52' - Mak 61' | Chi tiết | - Konoplyanka 47' |

| Cộng hòa Séc | 1–0      | Slovakia |
| ------------ | -------- | -------- |
| - Schick 32' | Chi tiết |          |

### Bảng 2
| VT | Đội        | ST | T | H | B | BT | BB | HS | Đ | Thăng hạng             |     | Thụy Điển | Nga | Thổ Nhĩ Kỳ |
| -- | ---------- | -- | - | - | - | -- | -- | -- | - | ---------------------- | --- | --------- | --- | ---------- |
| 1  | Thụy Điển  | 4  | 2 | 1 | 1 | 5  | 3  | +2 | 7 | Giành quyền lên Hạng A |     | —         | 2–0 | 2–3        |
| 2  | Nga        | 4  | 2 | 1 | 1 | 4  | 3  | +1 | 7 |                        |     | 0–0       | —   | 2–0        |
| 3  | Thổ Nhĩ Kỳ | 4  | 1 | 0 | 3 | 4  | 7  | −3 | 3 |                        | 0–1 | 1–2       | —   |            |

1. ↑  Do sự thay đổi thể thức cho UEFA Nations League 2020–21, không có đội nào bị xuống hạng.
2. 1 2  Điểm đối đầu: Thụy Điển 4, Nga 1.

| Thổ Nhĩ Kỳ | 1–2      | Nga                          |
| ---------- | -------- | ---------------------------- |
| - Aziz 41' | Chi tiết | - Cheryshev 13' - Dzyuba 49' |

| Thụy Điển                         | 2–3      | Thổ Nhĩ Kỳ                           |
| --------------------------------- | -------- | ------------------------------------ |
| - Kiese Thelin 35' - Claesson 49' | Chi tiết | - Çalhanoğlu 51' - Akbaba 88', 90+2' |

| Nga | 0–0      | Thụy Điển |
| --- | -------- | --------- |
|     | Chi tiết |           |

| Nga                              | 2–0      | Thổ Nhĩ Kỳ |
| -------------------------------- | -------- | ---------- |
| - Neustädter 20' - Cheryshev 78' | Chi tiết |            |

| Thổ Nhĩ Kỳ | 0–1      | Thụy Điển               |
| ---------- | -------- | ----------------------- |
|            | Chi tiết | - Granqvist 71' (ph.đ.) |

| Thụy Điển                 | 2–0      | Nga |
| ------------------------- | -------- | --- |
| - Lindelöf 41' - Berg 72' | Chi tiết |     |

### Bảng 3
| VT | Đội                  | ST | T | H | B | BT | BB | HS | Đ  | Thăng hạng             |     | Bosna và Hercegovina | Áo  | Bắc Ireland |
| -- | -------------------- | -- | - | - | - | -- | -- | -- | -- | ---------------------- | --- | -------------------- | --- | ----------- |
| 1  | Bosna và Hercegovina | 4  | 3 | 1 | 0 | 5  | 1  | +4 | 10 | Giành quyền lên Hạng A |     | —                    | 1–0 | 2–0         |
| 2  | Áo                   | 4  | 2 | 1 | 1 | 3  | 2  | +1 | 7  |                        |     | 0–0                  | —   | 1–0         |
| 3  | Bắc Ireland          | 4  | 0 | 0 | 4 | 2  | 7  | −5 | 0  |                        | 1–2 | 1–2                  | —   |             |

1. ↑  Do sự thay đổi thể thức cho UEFA Nations League 2020–21, không có đội nào bị xuống hạng.

| Bắc Ireland   | 1–2      | Bosna và Hercegovina       |
| ------------- | -------- | -------------------------- |
| - Grigg 90+3' | Chi tiết | - Duljević 36' - Sarić 64' |

| Bosna và Hercegovina | 1–0      | Áo |
| -------------------- | -------- | -- |
| - Džeko 78'          | Chi tiết |    |

| Áo               | 1–0      | Bắc Ireland |
| ---------------- | -------- | ----------- |
| - Arnautović 71' | Chi tiết |             |

| Bosna và Hercegovina | 2–0      | Bắc Ireland |
| -------------------- | -------- | ----------- |
| - Džeko 27', 73'     | Chi tiết |             |

| Áo | 0–0      | Bosna và Hercegovina |
| -- | -------- | -------------------- |
|    | Chi tiết |                      |

| Bắc Ireland    | 1–2      | Áo                            |
| -------------- | -------- | ----------------------------- |
| - C. Evans 57' | Chi tiết | - Schlager 49' - Lazaro 90+3' |

### Bảng 4
| VT | Đội              | ST | T | H | B | BT | BB | HS | Đ | Thăng hạng             |     | Đan Mạch | Wales | Cộng hòa Ireland |
| -- | ---------------- | -- | - | - | - | -- | -- | -- | - | ---------------------- | --- | -------- | ----- | ---------------- |
| 1  | Đan Mạch         | 4  | 2 | 2 | 0 | 4  | 1  | +3 | 8 | Giành quyền lên Hạng A |     | —        | 2–0   | 0–0              |
| 2  | Wales            | 4  | 2 | 0 | 2 | 6  | 5  | +1 | 6 |                        |     | 1–2      | —     | 4–1              |
| 3  | Cộng hòa Ireland | 4  | 0 | 2 | 2 | 1  | 5  | −4 | 2 |                        | 0–0 | 0–1      | —     |                  |

1. ↑  Do sự thay đổi thể thức cho UEFA Nations League 2020–21, không có đội nào bị xuống hạng.

| Wales                                                  | 4–1      | Cộng hòa Ireland  |
| ------------------------------------------------------ | -------- | ----------------- |
| - Lawrence 6' - Bale 18' - Ramsey 37' - C. Roberts 55' | Chi tiết | - S. Williams 66' |

| Đan Mạch                   | 2–0      | Wales |
| -------------------------- | -------- | ----- |
| - Eriksen 32', 63' (ph.đ.) | Chi tiết |       |

| Cộng hòa Ireland | 0–0      | Đan Mạch |
| ---------------- | -------- | -------- |
|                  | Chi tiết |          |

| Cộng hòa Ireland | 0–1      | Wales        |
| ---------------- | -------- | ------------ |
|                  | Chi tiết | - Wilson 58' |

| Wales      | 1–2      | Đan Mạch                             |
| ---------- | -------- | ------------------------------------ |
| - Bale 89' | Chi tiết | - N. Jørgensen 42' - Braithwaite 88' |

| Đan Mạch | 0–0      | Cộng hòa Ireland |
| -------- | -------- | ---------------- |
|          | Chi tiết |                  |

## Cầu thủ ghi bàn
Đang có 46 bàn thắng ghi được trong 23 trận đấu, trung bình 2 bàn thắng mỗi trận đấu.
3 bàn thắng
- Edin Džeko
- Patrik Schick

2 bàn thắng
- Christian Eriksen
- Denis Cheryshev
- Emre Akbaba
- Yevhen Konoplyanka
- Gareth Bale

1 bàn thắng
- Marko Arnautović
- Valentino Lazaro
- Xaver Schlager
- Haris Duljević
- Elvis Sarić
- Michael Krmenčík
- Martin Braithwaite
- Nicolai Jørgensen
- Corry Evans
- Will Grigg
- Shaun Williams
- Artem Dzyuba
- Roman Neustädter
- Marek Hamšík
- Juraj Kucka
- Róbert Mak
- Albert Rusnák
- Adam Zreľák
- Marcus Berg
- Viktor Claesson
- Andreas Granqvist
- Isaac Kiese Thelin
- Victor Lindelöf
- Serdar Aziz
- Hakan Çalhanoğlu
- Ruslan Malinovskyi
- Andriy Yarmolenko
- Oleksandr Zinchenko
- Tom Lawrence
- Aaron Ramsey
- Connor Roberts
- Harry Wilson

## Bảng xếp hạng tổng thể
12 đội tuyển Hạng B sẽ được xếp hạng tổng thể từ thứ 13 đến thứ 24 trong UEFA Nations League 2018–19 theo các quy tắc sau đây:
- Các đội tuyển kết thúc thứ nhất trong các bảng sẽ được xếp hạng từ thứ 13 đến thứ 16 theo kết quả của giai đoạn giải đấu.
- Các đội tuyển kết thúc thứ hai trong các bảng sẽ được xếp hạng từ thứ 17 đến thứ 20 theo kết quả của giai đoạn giải đấu.
- Các đội tuyển kết thúc thứ ba trong các bảng sẽ được xếp hạng từ thứ 21 đến thứ 24 theo kết quả của giai đoạn giải đấu.

| XH | Bg | Đội                  | ST | T | H | B | BT | BB | HS | Đ  |
| -- | -- | -------------------- | -- | - | - | - | -- | -- | -- | -- |
| 13 | B3 | Bosna và Hercegovina | 4  | 3 | 1 | 0 | 5  | 1  | +4 | 10 |
| 14 | B1 | Ukraina              | 4  | 3 | 0 | 1 | 5  | 5  | 0  | 9  |
| 15 | B4 | Đan Mạch             | 4  | 2 | 2 | 0 | 4  | 1  | +3 | 8  |
| 16 | B2 | Thụy Điển            | 4  | 2 | 1 | 1 | 5  | 3  | +2 | 7  |
|    |    |                      |    |   |   |   |    |    |    |    |
| 17 | B2 | Nga                  | 4  | 2 | 1 | 1 | 4  | 3  | +1 | 7  |
| 18 | B3 | Áo                   | 4  | 2 | 1 | 1 | 3  | 2  | +1 | 7  |
| 19 | B4 | Wales                | 4  | 2 | 0 | 2 | 6  | 5  | +1 | 6  |
| 20 | B1 | Cộng hòa Séc         | 4  | 2 | 0 | 2 | 4  | 4  | 0  | 6  |
|    |    |                      |    |   |   |   |    |    |    |    |
| 21 | B1 | Slovakia             | 4  | 1 | 0 | 3 | 5  | 5  | 0  | 3  |
| 22 | B2 | Thổ Nhĩ Kỳ           | 4  | 1 | 0 | 3 | 4  | 7  | −3 | 3  |
| 23 | B4 | Cộng hòa Ireland     | 4  | 0 | 2 | 2 | 1  | 5  | −4 | 2  |
| 24 | B3 | Bắc Ireland          | 4  | 0 | 0 | 4 | 2  | 7  | −5 | 0  |

## Play-off vòng loại
Bốn đội tuyển tốt nhất trong Hạng B theo bảng xếp hạng tổng thể mà không vượt qua vòng loại cho Giải vô địch bóng đá châu Âu 2020 thông qua vòng bảng vòng loại sẽ tham dự trong vòng play-off, với đội thắng vòng loại cho giải đấu chung kết. Nếu có ít hơn bốn đội trong Hạng B mà không vượt qua vòng loại, các suất vé còn lại được phân bổ cho các đội tuyển từ giải đấu khác, theo bảng xếp hạng tổng thể.
| Hạng  | Đội tuyển            |
| ----- | -------------------- |
| 13 GW | Bosna và Hercegovina |
| 14 GW | Ukraina              |
| 15 GW | Đan Mạch[H]          |
| 16 GW | Thụy Điển            |
| 17    | Nga[H]               |
| 18    | Áo                   |
| 19    | Wales                |
| 20    | Cộng hòa Séc         |
| 21    | Slovakia             |
| 22    | Thổ Nhĩ Kỳ           |
| 23    | Cộng hòa Ireland[H]  |
| 24    | Bắc Ireland          |